# Acaronia
Acaronia là một chi trong phân họ Cichlasomatinae thuộc họ Cá hoàng đế. Chi này có 2 loài. Các loài trong chi này sinh sống ở lưu vực sông Amazon, sông Orinoco.